# Heistse Pijl 2024
L'Heylen Vastgoed Heistse Pijl 2024, cinquantaquattresima edizione della corsa e valida come prova dell'UCI Europe Tour 2024 categoria 1.1, si svolse il 1º giugno 2024 su un percorso di 196,5 km, con partenza da Vosselaar e arrivo a Heist-op-den-Berg, in Belgio. La vittoria fu appannaggio del norvegese Alexander Kristoff, il quale completò il percorso in 4h14'51", alla media di 46,263 km/h, precedendo l'olandese Casper van Uden e il belga Amaury Capiot.
Sul traguardo di Heist-op-den-Berg 101 ciclisti, dei 163 partiti da Vosselaar, portarono a termine la competizione.

## Squadre e corridori partecipanti
| N.      | Cod. | Squadra                   |
| ------- | ---- | ------------------------- |
| 1-7     | ADC  | Alpecin-Deceuninck        |
| 11-17   | ARK  | Arkéa-B&B Hotels          |
| 21-26   | BOH  | Bora-Hansgrohe            |
| 31-36   | COF  | Cofidis                   |
| 41-47   | IWA  | Intermarché-Wanty         |
| 51-57   | DFP  | Team DSM-Firmenich PostNL |
| 61-66   | TVL  | Team Visma-Lease a Bike   |
| 71-77   | BWB  | Bingoal WB                |
| 81-87   | CJR  | Caja Rural-Seguros RGA    |
| 91-97   | EKP  | Equipo Kern Pharma        |
| 101-107 | LTD  | Lotto Dstny               |

| N.      | Cod. | Squadra                     |
| ------- | ---- | --------------------------- |
| 111-116 | TDT  | TDT-Unibet Cycling Team     |
| 121-127 | TFB  | Team Flanders-Baloise       |
| 131-137 | UXM  | Uno-X Mobility              |
| 141-147 | BTL  | Baloise Trek Lions          |
| 151-157 | DHM  | Deschacht-Group Hens        |
| 161-167 | BCY  | Beat Cycling Team           |
| 171-177 | ICA  | Israel Premier Tech Academy |
| 181-187 | MET  | Metec-Solarwatt p/b Mantel  |
| 191-196 | PHV  | Parkhotel Valkenburg CT     |
| 201-207 | TIS  | Tarteletto-Isorex           |
| 211-217 | VWE  | VolkerWessels Cycling Team  |

## Ordine d'arrivo (Top 10)
| Pos. | Corridore          | Squadra     | Tempo    |
| ---- | ------------------ | ----------- | -------- |
| 1    | Alexander Kristoff | Uno-X       | 4h14'51" |
| 2    | Casper van Uden    | DSM         | s.t.     |
| 3    | Amaury Capiot      | Arkéa       | s.t.     |
| 4    | Milan Fretin       | Cofidis     | s.t.     |
| 5    | Tord Gudmestad     | Uno-X       | s.t.     |
| 6    | Timothy Dupont     | Tarteletto  | s.t.     |
| 7    | Simon Dehairs      | Alpecin     | s.t.     |
| 8    | Lionel Taminiaux   | Lotto       | s.t.     |
| 9    | Gerben Thijssen    | Intermarché | s.t.     |
| 10   | Louis Blouwe       | Bingoal     | s.t.     |